# NGC 6334
NGC 6334 is een emissienevel in het sterrenbeeld Schorpioen. Het hemelobject ligt ongeveer 5500 lichtjaar van de Aarde verwijderd en werd op 7 juni 1837 ontdekt door de Britse astronoom John Herschel.

## Synoniemen
- ESO 392-EN9
- CED 140